# Berglern
Berglern er en kommune i Landkreis Erding i Regierungsbezirk Oberbayern i den tyske delstat Bayern. Berglern er en del af Verwaltungsgemeinschaft Wartenberg.

## Geografi
Berglern ligger i Region München midt i Erdinger Moos cirka halvejs mellem byerne Moosburg an der Isar (11 km) og Erding (9 km). Til Flughafen München er der kun 12 km, og Berglern ligger lige i indflyvningsvinkelen.
Ud over Berglern består kommunen af landsbyerne Mitterlern, Niederlern, Glaslern og Mooslern.
- Wikimedia Commons har flere filer relateret til Berglern